# Sebastià Laporte Vilà
Sebastià Laporte Vilà (Reus, 9 de setembre de 1892 - Barcelona segle xx) va ser un economista i empleat de banca català.
Era un alt funcionari del Banc de Reus, que l'any 1920 va quedar sota el control del Banc de Catalunya, quan Evarist Fàbregas i Eduard Recasens van comprar la majoria de les accions del Banc de Reus. Nomenat administrador, Sebastià Laporte vivia amb la seva família al primer pis d'aquell banc. L'any 1928 va formar part d'una empresa, «Oliveró, Laporte i Companyia», que utilitzava el nom comercial de Urbanización de Salou, i contava amb l'impuls i l'aval del Banc de Reus. La seu de la societat era al mateix edifici del Banc, al raval de santa Anna. La societat, convertida en societat anònima l'any 1929, va prendre el nom definitiu de «Urbanización de Salou S.A. (USSA)», amb la finalitat de comprar i vendre terrenys i solars a Salou i de promoure l'edificació d'hotels i habitatges.
Quan el mes de juliol de 1931 el Banc de Catalunya va fer fallida, el Banc de Reus va fer suspensió de pagaments i va poder mantenir una situació de supervivència fins a l'any 1934 quan es va signar un acord amb el Banc Hispano Colonial. Aquell any, el 1934, Sebastià Laporte va marxar amb la seva dona, Antònia Salas, i els seus fills, dues noies i un noi, Josep Laporte Salas, cap a Barcelona, on va treballar de gerent a Establecimientos Gasull, que venia sabons, olis i fruits secs.
Als inicis de la guerra civil, Sebastià Laporte va ser detingut per les seves idees més aviat conservadores, però es va poder refugiar en un convent i se'n va sortir. Colectivitzada la seva empresa, va seguir amb el càrrec de gerent per voluntat dels treballadors, que immediatament el van fer director. L'any 1937 va anar a França per qüestions de la feina, i quan va arribar va ser detingut. Tenia doble nacionalitat, espanyola i francesa, ja que el seu pare era un francès nascut prop de Prada de Conflent, que havia anat a Reus on va obrir un hotel. Quan va néixer el seu fill el va inscriure també al consolat francès. L'acusaven de no haver fet el servei militar, i amb 45 anys va haver de complir la seva obligació. Com que parlava bé el francès no va tenir problemes, i va enviar a buscar a la seva dona i els seus fills. Era ja a finals de l'any 1938 i es veia que la República perdria la guerra, i llavors Sebastià i la seva família van anar a Sant Sebastià on tenien uns parents llunyans. Al finalitzar la guerra van tornar a Barcelona. No hi ha detalls sobre la data de la seva mort.